# NGC 3132
NGC 3132，也稱為八裂星雲或南環狀星雲，是在船帆座內的一個明亮並且被廣泛研究的行星狀星雲，從可以利用的分光鏡數據，目前這個星雲仍以每秒24公里的速度在膨脹中。 
與地球的距離估計大約是550秒差距或是2,000光年。

## 行星狀星雲核心（PNN）
在NGC 3132朦朧的影像中顯示有兩顆緊密靠在一起的恆星，一顆的視星等是10等，另一顆是16等。行星狀星雲核心的中心可能是一顆比這兩顆恆星更暗淡的白矮星。這顆炙熱的中心恆星溫度大約是100,000K，現在正吹散了外圍的氣體，並且發射出強烈的紫外線輻射激發出明亮的螢光。

## 外部連結
- Hubble Heritage release - A Glowing Pool of Light